# Coyviller
Coyviller település Franciaországban, Meurthe-et-Moselle megyében. Lakosainak száma 156 fő (2022. január 1.). Coyviller Burthecourt-aux-Chênes, Ferrières, Manoncourt-en-Vermois, Rosières-aux-Salines, Saint-Nicolas-de-Port és Tonnoy községekkel határos.

## Népesség
A település népességének változása:
| Lakosok száma | 103  | 120  | 127  | 125  | 144  | 143  | 141  | 149  | 153  | 156  |
|               | 1968 | 1982 | 1990 | 2006 | 2013 | 2015 | 2017 | 2019 | 2020 | 2022 |